# リアル鬼ごっこ
『リアル鬼ごっこ』（リアルおにごっこ）は、山田悠介のホラー小説。また、それを原作とした漫画、映画、テレビドラマ、ゲーム作品。

## 概要
山田悠介のデビュー作。2001年に文芸社から自費出版本として刊行され、発行部数100万部を超える話題作となった。2004年に幻冬舎文庫の文庫版（改訂版）、幻冬舎コミックスの漫画版が刊行されている。2014年に小学館ジュニア文庫からイラスト付きで発売された。2021年7月時点で累計発行部数は200万部を突破している。
2008年には映画『リアル鬼ごっこ』、2010年にはその続編『リアル鬼ごっこ2』が、2012年には『リアル鬼ごっこ3』『リアル鬼ごっこ4』『リアル鬼ごっこ5』の新三部作が上映され、2013年には連続ドラマ『リアル鬼ごっこTHE ORIGIN』が放送された。
2015年7月に園子温監督の完全オリジナルストーリーの映画『リアル鬼ごっこ』が公開された。宣伝活動はほとんどニコニコ動画で行い、過去の作品をすべて公開した。

## 原作のあらすじ
西暦3000年。人口約一億人、医療技術や科学技術、そして機械技術までもが恐ろしいほど発達し、他国と比べても全ての面でトップクラスを誇る絶対君主制の王国で、「佐藤」姓はついに五百万人を突破した。
建国以来目立った戦争が起きていなかったが、先代の国王が逝去し、次の百五十代目の国王が即位してから状況は一変する。先代が早くこの世を去ったため、現在の国王は二十一歳。彼は自分勝手でわがまま、優柔不断な性格であったため、窃盗・強盗・放火・殺人まで起きるようになってしまい、国内は混乱と戦火に包まれてしまう。王妃が亡くなってからはますますエスカレートする一方だが、国王は何の危機感も持たず、今まで通りただただ優雅な日々を送っていた。
そんなある日、ゲーム好きである国王は同じ姓を持つ人間がこの国に存在することに怒りを覚え、"佐藤姓"を効率的に抹殺するために"リアル鬼ごっこ"なる計画を発表する。それは残虐非道なゲームの幕開けとなった。
横浜に住む大学生の佐藤翼は父親・輝彦との2人暮らし。彼が7歳の時に母親の益美は3つ下の妹の愛を連れ、酒におぼれて暴力を振るう父親から逃げ出していた。そんなある日、翼は新聞を読んでいる最中"リアル鬼ごっこ"のニュースを知り、否応なしに参加することになる。
"リアル鬼ごっこ"一日目は特に何事もなく終わり、二日目に探知機ゴーグルを着けた全身迷彩服の鬼に遭遇するも、陸上選手である翼は持ち前の脚力で振り切った。しかし、帰宅した際に自宅前で鬼から逃げ回っていた輝彦が息を切らして倒れているのを発見する。輝彦は、益美が交通事故で死んだことと、いったんは旧姓の「鈴木」に戻った妹の愛が、自分の弟の養女になったため、"佐藤"姓に戻っていることを告げる。愛は大阪にいて、「お前が愛を助けるんだ」と翼へ言い残し、急性心不全で息を引き取った。
翼は父の通夜を済ませた後、家のタンスの中からあるだけの現金のみを持って新幹線で大阪へと向かった。新大阪から乗り換えて、父から言われた愛の住んでいる淀川区の「十三」駅に到着する。三日目が始まってから約十分で鬼に見つかりその最中、彼は中学時代の親友である佐藤洋と再会する。中学時代は洋と共に店で商品を盗んだり、他校の窓ガラスを割ったりして派手に暴れていたことから「ダブル佐藤」と呼ばれ恐れられていたが、高校生になり、通う高校が離れて以来疎遠となっていた。翼は洋とともに愛を探し続けるも、四日目で洋は翼を助けるために鬼に必死に抵抗したが、鬼が持っていた拳銃で殺された。
親友である洋を失い、妹である愛を探し続ける翼。そして五日目の朝、ついに翼は愛と再会する。翼は愛と行動をともにし、五日目は間一髪のところでセーフ。しかし、六日目に愛は鬼から逃げている途中に翼とはぐれてしまい、鬼に捕まってしまう。翼はその後鬼に捕まっている愛を見つけるが、鬼から拳銃を背中に突きつけられ、何も出来ず、愛が鬼に連れて行く様子を見守るしかなかった。
そのころ王国では、どうせ死ぬならとヤケになった佐藤姓の国民が犯罪に走り、治安が悪化していく。五日目終了時点で、かつては五百万人いた佐藤姓の人口が五万人にまで減少していた。
親友も妹も親も失った翼は精神的に追い詰められていく。そして「ラスト鬼ごっこ」の日、彼は気が狂いながら逃げ回るも、行き止まりの場所で九人の鬼たちに追い詰められてしまう。死を覚悟した翼だったが、鬼たちは翼を捕まえようとせず、数分後、"リアル鬼ごっこ"の全日程が終了した。
翼を囲んだ九人の鬼は今までに体験した"リアル鬼ごっこ"について色々な質問をした後、一人の鬼が拳銃を渡し、"リアル鬼ごっこ"の日程が終了した翌日に行われる閉会式でこれでヤツ（国王）に復讐しないか、と言った。
"リアル鬼ごっこ"を生き抜いた唯一の佐藤姓となった翼は、翌日閉会式に何でも願いごとを叶えよう、と告げられるが、彼は最終日に追い詰められた鬼である兵士から託されていた拳銃で計三発の弾丸で国王の体を貫き、射殺する。直後、数人の兵士に翼も射殺され、佐藤という姓は、王子以外一人としていなくなり幕を閉じる。

## 評価
本作は、主として作品の内容以外の部分について、各ウェブサイト等で話題になった。
当作品は、非常に突飛な設定を有しているが、その設定について整合性のない部分が存在する。漫画版では「日本王国」が舞台となっているが、それが映画版では「架空のパラレルワールド」（後述）に変更されている。
更に、文法的な誤りのある箇所が多いという点（主語と述語が対応していない、重複表現がある、など）も批判されている。なお、当時の著者は「全くと言っていいほど、読書をしていなかった。読書は嫌いだ」と文芸社の作家インタビューで語っている。
その後に出版された幻冬舎文庫版では、徹底した改訂（例：ファミリーレストランで食事をする場面の削除）が行われており、文法の誤りなども修正されている。

## 登場人物
佐藤 翼（さとう つばさ）
この物語の主人公。横浜の大学に通う大学生。陸上部所属。父・輝彦との2人暮らし。
「リアル鬼ごっこ」を戦い抜いた唯一の人物。閉会式で、自分の命と引き換えに国王を射殺した。
佐藤 愛（さとう あい）
翼の妹。大阪で友人と住んでいた。
母親である益美の事故死をきっかけに、叔父夫婦に養子として引き取られたため、佐藤姓に戻り、国王が提案した「リアル鬼ごっこ」の捕獲ターゲットとなってしまった。元は明るい性格だったが、「鬼ごっこ」開始後は塞ぎ込んでいた。翼と再会するも、鬼に捕まってしまう。
漫画版では仁のレジスタンスチームに所属している。
佐藤 輝彦（さとう てるひこ）
翼と愛の父親。酒を飲んでは暴力を振るっていたが、内心では子供たちを思っていた。
「鬼ごっこ」第2日目終了後に心不全を起こし、死亡。
佐藤 益美（さとう ますみ）
翼と愛の母親。旧姓・鈴木。
夫の暴力に耐え切れず、愛を連れて家出するも、直後にトラックに轢かれて死亡。
佐藤 洋（さとう ひろし）
大阪に住む、翼の中学時代の同級生。当時、翼とつるんでいたことから「ダブル佐藤」と呼ばれていた。
翼と再会して共に戦うも、彼を助けるために鬼に捕まった。
漫画版では「鬼ごっこ」終了後に愛と交際する。
国王
この物語の黒幕で第150代目の国王。佐藤姓であり、通称「馬鹿王」。
同じ姓を持つ人間がたくさんいることに不快を感じ、「リアル鬼ごっこ」の計画を発表する。閉会式で翼に射殺された。
漫画版では詩を嗜んでおり、「鬼ごっこ」開始前に朗読していた。
また、激情家で幼稚な言動の多い原作版に比べると知的かつどこか達観した思考をしており、結末も自らの敗北を悟った上で自殺するという物に変わっている。
王弟（王子）
兄王と対照的な人物で「鬼ごっこ」が起きたことを悔やんでいた。
「鬼ごっこ」終了後に国王に即位する。
漫画版では未登場。
侍従長
国王に絶対の忠誠を誓う侍従。
国王の命に従い、「鬼ごっこ」に関する諸事を担当。閉会式で、翼を射殺するよう指揮した。
佐藤 仁（さとう じん）
漫画版に登場する元・日本軍事スペシャリスト。
チームの仲間に鬼の居場所や逃げ道などを伝えている。

## 「リアル鬼ごっこ」のゲーム内容
- 王国の中に住んでいる佐藤さん（501万3223人）映画3・4・5作目ではB型の人は、王国の兵士扮する鬼から逃げ切ればいい（映画1作品目では全国から集められた囚人。映画2作目では人間と獣を掛け合わせた生物兵器に知覚を発達させるガスマスクなどを装備させたものが鬼を務める）。
- もし鬼に捕まった場合、宮殿内にある極秘収容所に連れて行かれ、眠るように殺されてしまう（映画1作目ではガス室に連行されて死刑執行、映画2作目では捕まればその場でスタンガンアームにより感電死、映画3・4・5作目では殺人ウイルス入りのボルトガンで殺される。）。
- 期間12月18日から24日の1週間で、毎日23時からの1時間が「鬼ごっこ」の時間となる。「鬼ごっこ」開始の合図はサイレンで知らせ、無数のスピーカーを全国に設置する。終わりはベルで知らせる。これは原作とそれを基にした漫画版、連続ドラマ版のみの設定であり、映画1作目実施時間は不明であり、開始、終了共にサイレンで知らされる。2作目は制限時間はなく、舞台となる世界の指導者「将軍」の与えたリミットが終了するまでが鬼ごっことなる。映画3・4・5作目では、国王の気まぐれで鬼ごっこが開始される。
- 「鬼ごっこ」が始まったら、基本的にどこへ逃げようが隠れようがかまわない。ただし、逃げるときは必ず自分の足で逃げなければその時点で失格、見つかり次第殺される。また、「鬼ごっこ」の時間帯は乗り物の運行を全てストップさせ、その間乗り物を動かしているのが発見され次第、名字に関係なく直ちに処刑されてしまう（小説版、漫画版、連続ドラマ版）。映画1作目では特に交通制限がされている描写はないが、原作同様乗り物を使って逃げる行為はルール違反とされている。
- その他の時間は何をしてもかまわない。
- 全国に配置される鬼の数は総勢100万人。単純計算で5人が1人に追いかけられることになるが、あくまでそれは初日だけであり、時間が経つにつれて追いかけられる危険性も高くなる。
- そして、100万人の鬼一人ひとりに佐藤探知機ゴーグルをかけさせる。これは、登録してある佐藤姓500万人全てのデータが内蔵されている[注 1]。映画第1作目では、舞台となるパラレルワールドの日本で国民全ての体内にIDチップを埋め込むことが義務化されており、そのチップに反応するGPSで佐藤さんの位置を特定する。
- 鬼は1日に最低1人以上佐藤さんを捕まえなければ重罪が科せられてしまう[注 2]が、捕まえれば褒美や賞金がもらえる。4日目以降は複数で1人捕まえても良しになったが、捕まえなければ同様重い罰が科せられる。映画1作目では捕まえた数によって鬼役の囚人に減刑や釈放などがされる。
- 確保された佐藤姓の国民はスタンガン（漫画1作目）もしくはワイヤーナイフ（映画1作目）で逃亡を阻止した上で専用のトラックに収容される。無理に逃げようとすると、その場で殺される。映画版2作目以降は確保されるとスタンガンアーム（映画2作目）、殺人ウイルス入りのボルトガン（新3部作）によってその場で殺害される。なお、映画2作目でのスタンガンアームは漫画1作目のように捕らえた佐藤さんを気絶させる物だったが、将軍の「ゲーム」に伴って最大まで出力を出せるようになっており、捕まると感電死するのはそのせいである。
- 車両を使って逃走したり武器を使って鬼へ抵抗したりした者はその場で確保され、テレビでレーザーカッターによる見せしめ処刑の様子が放送される（映画1作目）。
- 鬼ごっこ中は電話やネットは止められている（映画1作目）。
- 7日間逃げ切った者は、王様の手であらゆる願いが叶えられる。

漫画1作目での追加ルール
- 鬼ごっこの動機が「楽しく佐藤さんを減らしたい」というものであり、ゲーム期間中に改姓、海外渡航などの「鬼ごっこを終わらせる行為」を禁止する。
- 佐藤姓の人間以外は鬼ごっこの手助けをしてはならず、手助けした者も殺される（王様曰く、「鬼ごっこが成立しなくなるようなズルをする人は、こっちもズルしてどんどん捕まえる」とのこと）。
- 鬼の「パワーアップ」と称し、3日目と6日目に巨大兵器が投入される。

### 鬼の装備
- 小説は全身迷彩服、王国のマークがプリントされた帽子、佐藤探知機ゴーグル、トランシーバー、拳銃。
- 漫画は軍服、佐藤探知機ゴーグル（通称：SODNA）が装備されたマスク、スタンガン。また一部の鬼が重機に乗って佐藤姓の国民を追うことが認められている。
- 映画1作目、連ドラ版は黒のレインコート、GPS、ワイヤーナイフ、GPSと連携して佐藤さんを判別する笑った表情のマスク。連ドラでは原作同様拳銃も装備に追加されている他、赤いコートを纏った「赤鬼」と呼ばれる特殊任務を命じられた鬼が登場する。
- 映画2作目は革のコート、ガスマスク型の知覚発達装置（佐藤の判別も出来る）、強化されたスタンガンアーム。
- 映画3・4・5作目はB型の血液で作った薬品でB型を確認するゴーグルと鎌、黒のマント、強力なウイルスが入っている六角形ボルトを打ち込むボルトガン。

## 既刊一覧
映画版の派生作品は、各作品の関連書籍の節を参照。スピンオフ小説は、該当節（#スピンオフ小説）を参照。

### 原作小説
- 山田悠介『リアル鬼ごっこ』（初版）文芸社、2001年12月。ISBN 4-8355-2579-5。
- 山田悠介『リアル鬼ごっこ』幻冬舎〈幻冬舎文庫〉、2004年4月。ISBN 4-344-40513-7。
- 山田悠介『リアル鬼ごっこ＋』文芸社、2007年12月。ISBN 978-4-286-00009-1。 - DVD付き限定盤
- 山田悠介『リアル鬼ごっこ LIMITED』文芸社、2010年6月。ISBN 978-4-286-09375-8。 - 映画の場面写真の挿絵付き
- 山田悠介『リアル鬼ごっこ』wogura 絵、小学館〈小学館ジュニア文庫 ジや-5-1〉、2014年7月。ISBN 978-4-09-230762-9。 - 挿絵付き

### 改訂版の特徴
自費出版での文芸社版では、文法の間違い（主語と述語の対応がおかしい、重複表現があるなど）があったが、幻冬舎文庫版（改訂版）では、全面的に改訂が行われている。

### 漫画
- 山田悠介 原作、杉山敏 画『リアル鬼ごっこ』幻冬舎コミックス〈バーズコミックススペシャル〉、2004年3月。ISBN 4-344-80383-3。

#### 廉価版
- 山田悠介 原作、杉山敏 画『リアル鬼ごっこ　山田悠介REMIX　1』幻冬舎コミックス〈バーズコミックス リミックス〉、2008年1月。ISBN 978-4-344-81197-3。
- 山田悠介 原作、杉山敏 画『リアル鬼ごっこ　山田悠介REMIX』幻冬舎コミックス〈バーズコミックス リミックス〉、2010年5月。ISBN 978-4-344-81961-0。

### 漫画版の変更点
王様が「リアル鬼ごっこ」を提案した動機が異なり、ストーリー展開が大幅に変更された。

## 映画

### 第1作
ジェネオンエンタテインメント、電通製作。製作費は1億円。
ファントム・フィルムの配給により2008年2月2日に公開された。

#### ストーリー（映画第1作）
全国で最も多い苗字である佐藤姓の人物が変死する事件がおきていた。そんな中、不良の佐藤翼は対立グループの佐藤洋に捕まったが、気が付いた彼は別の平行世界、パラレルワールドに飛ばされていた。
近くの同級生も話を聞いてくれない。その時、洋が自分に向かって突進してくるが、洋も何かに追いかけられていた。捕まえて話を聞くが自分のことを知らないという。
この国の王様が佐藤姓の人物を捕まえて死刑にする「リアル鬼ごっこ」を強要していた。残りは2日。翼は訳の分からないゲームに強制参加させられてしまう。

#### 登場人物・キャスト（映画第1作）
佐藤翼：石田卓也
主人公。ゲーム残り日数3日間の「リアル鬼ごっこ」を体験することになっている。
パラレルワールドで、現実世界からやってきた益美とパラレルワールドの王様の間に生まれたが、この時現実世界に益美は存在しておらず、連動の法則が崩れたため、佐藤翼は現実世界とパラレルワールド合わせても1人しか存在しない。その後母親の益美と共に現実世界へやってきた。
佐藤愛：谷村美月
主人公の妹。現実世界では生まれつき感情や言葉を失っており、入院生活をしている。
パラレルワールドの分身と意思疎通する能力をもっている。
佐藤洋：大東俊介
主人公・佐藤翼の元親友。ヤクザの舎弟。
パラレルワールドでは他人を思いやる優しい人物。
渡辺かをり：松本莉緒
パラレルワールドの世界で生きている女性キャスター。
佐藤輝彦：吹越満
主人公の育ての父親。アルコール中毒ではあるが、原作の小説のような暴力を振るう描写は無く、愛の主治医がセクハラをしているところを目撃した際は声を挙げて止めようとする常識人として描かれている。
佐藤益美：渡辺奈緒子
主人公の母親。パラレルワールドと元の世界を往来する能力を持っている。
王様にその能力を悪用されるのを拒み、現実世界へ移動してきた。
（渡辺奈緒子は次作にも別役で出演している）
王様：柄本明
『リアル鬼ごっこ』を開催しているパラレルワールドの支配者。
益美の能力を悪用し、自分に反抗するものを「現実世界で殺害する」という方法で王の座についた。愛を剣で刺し殺そうとするが、現実世界の自分が転落死したことによって、心臓発作を起こし死亡する。
現実世界では愛の主治医。愛にキスをしようとしたり、両手両足を拘束したりする。愛を屋上から落とそうとするが、駆けつけた翼によって転落し、死亡。
王様の側近：品川徹

#### スタッフ（映画第1作）
- 原作：山田悠介
- 監督・脚本：柴田一成
- アクション監督：谷垣健治
- VFXスーパーバイザー：小田一生
- 音楽：岩代太郎
- 撮影：早坂伸
- 照明：鈴木秀幸
- 録音：松本昇和
- 美術：大庭勇人
- 特殊造型・特殊メイク：マイケル・ティー・ヤマグチ
- 配給：ファントム・フィルム
- 宣伝：角川メディアハウス

#### 主題歌（映画第1作）
- KOTOKO「リアル鬼ごっこ」（ジェネオンエンタテインメント）

#### CM出演（映画第1作）
映画「リアル鬼ごっこ」DVD（2008年8月22日発売）の販売告知用テレビCMは、柴田一成監督によって撮影された30秒間のショートドラマである。
現在、ショートドラマ版のCMは映画版「リアル鬼ごっこ」の公式サイトにて無料配信されている。
このショートドラマに出演しているエキストラは公開募集によって集められた「苗字が『佐藤』の人間たち」である。

#### 関連商品（映画第1作）
- 鬼のマスク（生産中止）

### リアル鬼ごっこ2
劇場版第二弾。前作の半年後を舞台とする。
2010年6月5日公開。映画観客動員ランキング（興行通信社）で初登場11位となった。

#### ストーリー（映画第2作）
殺人ゲームから半年後のパラレルワールドでは、またしても佐藤姓の人物が追いかけられる「リアル鬼ごっこ」が行われていた。
佐藤翼と妹の愛、親友の洋は、鬼ごっこを提案した将軍と呼ばれる独裁者に対するレジスタンスとして活動していたが、ある日突然翼が鬼3匹を連れて現実世界にスリップしてしまった。

#### 主要人物・キャスト（映画第2作）
佐藤翼：石田卓也
主人公。現実世界とパラレルワールドを往来することができる唯一の人間。
自ら囮になって鬼を引きつけていたが、そのまま3匹の鬼もろとも現実世界に戻ってくる。
往来するためには妹の愛の能力が必要だったが、物語終盤に自分でパラレルワールドを往来する能力があることに気づく。
佐藤愛：吉永淳
主人公の妹。パラレルワールドにいる自分とコンタクトを取ることができる。
兄である翼を現実世界とパラレルワールドで行き来させる能力があるが、その能力が不安定となっており、鬼と一緒に翼を現実世界へ戻してしまう。
本作品のパラレルワールドでは、レジスタンスのリーダーを務めている。
佐藤洋：三浦翔平
主人公・佐藤翼の友人。
現実世界に戻ってきた翼からパラレルワールドの話を聞き、始めは「信じられない」と翼に反抗的な態度を取るが、鬼に狙われることによって翼と行動を共にする。
パラレルワールドではレジスタンスのメンバー。
佐藤明：蕨野友也
『佐藤怪死事件』の捜査を担当している刑事。鬼もろとも爆死する。
パラレルワールドではレジスタンスのメンバー。シェルターに入ろうとして鬼に囲まれ、殺害される。
佐藤美沙：渡辺奈緒子
看護師。翼が現実世界で鬼に狙われるという理由で強引にパラレルワールドの話をするが、始めは全く相手にしていなかった。
後に洋と同様に現実世界に来た鬼に狙われることで翼を信用するようになる。鈴木にナイフで刺殺されたかに思われたが、洋が駆けつけると息を吹き返した。
パラレルワールドではレジスタンスのメンバー。翼に現実世界でも自分を守るように約束をする。最後に鬼に追い詰められ、自爆したかに思われたが生還する。
※渡辺は前作にも別役で出演している
鈴木新太郎／将軍：永島敏行
佐藤明の上司。職業は警察官（警部）である。
パラレルワールドでは将軍と呼ばれ、鬼たちを脳波でコントロールしている独裁者。
15年前、益美の暴走により現実世界の鈴木新太郎とパラレルワールドの将軍が入れ替わった。
自分の苗字である鈴木の数が、日本で佐藤の次に多いというのが気に入らないという理由で、苗字が佐藤の人物を拉致監禁する。将軍が鈴木を誤射したことにより、死亡し、鬼も停止する。
佐藤勝：内野謙太
佐藤篤：草野イニ
佐藤貴章：山崎将平
高橋憲吾：滝藤賢一
田中修二：中村育二
佐藤益美：霧島れいか

#### スタッフ（映画第2作）
- 原作：山田悠介
- 監督・脚本：柴田一成
- アクション監督：横山誠
- 音楽：佐東賢一
- 撮影：富田伸二
- 照明：田村文彦
- 美術：黒川通利
- 特殊メイク・特殊造形：小此木謙一郎
- 編集：正木良典
- 製作：「リアル鬼ごっこ2」製作委員会(ジェネオン・ユニバーサル・エンターテイメントジャパン、電通、ファントム・フィルム、ディー・エヌ・エー)

#### 関連書籍（映画第2作）
漫画
- 山田悠介 原作、壱臣 画『リアル鬼ごっこ 2』幻冬舎コミックス〈バーズコミックススペシャル〉、2010年6月。ISBN 978-4-344-81962-7。
- 山田悠介 原作、壱臣 画『リアル鬼ごっこ 2 山田悠介REMIX 4』幻冬舎コミックス〈バーズコミックススペシャル〉、2012年3月。ISBN 978-4-344-82488-1。

### リアル鬼ごっこ3・4・5
2012年5月に新三部作として『リアル鬼ごっこ3』、『リアル鬼ごっこ4』、『リアル鬼ごっこ5』が、ユナイテッド・シネマにて3週連続で公開された。
前2作と異なる世界（西暦3000年の「新東京市」）を舞台とし、新たなリアル鬼ごっこを3つの視点で描く。今回追いかけられるのは佐藤姓ではなく、血液型B型の人間となっている。
なお『リアル鬼ごっこ4』には、前2作で主演を務めた石田卓也が1シーンのみ特別出演している。

#### 3作品の登場人物・キャスト
- スグル：山﨑賢人
- オンジ：岸田タツヤ
- リノ：山谷花純
- コダマ：森田直幸
- スグルの父：高川裕也
- マサハル：荒井敦史
- ツカサ：相楽樹
- ユイ：未来穂香
- マユリ：前田希美
- 草野大地：井上正大
- 月野希：仲間リサ
- 浩太：浅利陽介
- 朔也：河合龍之介
- マエストロ：史朗
- 王様：山本浩貴

##### リアル鬼ごっこ3
2012年5月12日に公開。DVDは公開前の2012年5月9日に、ジェネオン・ユニバーサル・エンターテイメントジャパンから発売された。

###### ストーリー（映画第3作）
ある日スグルの通う高校がリアル鬼ごっこの対象とされ、王様が国営放送でこれから3日間で鬼に捕まった血液型B型の者は抹殺すると宣告する。
屋上でさぼっていたスグルと悪友のコダマはすぐには状況を把握できずにいたが、鬼にB型の生徒が次々に処刑されていく光景を目にしパニックになる。スグルもB型でターゲットの一人だったが、コダマはB型でないのにもかかわらず、スグルを救おうとして犠牲になる。
生き残ったのはスグル、スグルと敵対していた陸上部のオンジ、いじめられていた女子生徒のリノ。リノが弟を救おうとするのに伴い、彼らはついに学校を脱出するが－。

###### 3・4・5でのルール
- 全国全校の学校のB型の生徒またはB型の人は、鬼から逃げれば良い。期間は、3日間。時間は、1時間。タイミングは王様の気分次第で始まる。
- 鬼ごっこ中は外に出てはいけない。外に出たら問答無用で鬼に殺される（兵士曰く「脱走者は死刑」）。
- 捕まった生徒、人は、殺人ウイルスボルトガンを頭などに刺して殺される。
- B型以外の生徒、人は、B型の人の手助け禁止。途中棄権も禁止。違反した場合、たとえB型以外でも殺される[注 4]。
- 夜の場合、連続2時間鬼ごっこが開催される。
- 3日間生き残った生徒、人は、夜明けまでの延長戦が開催される。

###### キャスト（映画第3作）
- スグル：山﨑賢人
- オンジ：岸田タツヤ
- リノ：山谷花純
- コダマ：森田直幸
- 高野：遠藤雄弥
- ベランダの女：中原翔子
- スグルの父：高川裕也
- 先生：戸田昌宏
- 王様：山本浩貴
- マサハル：荒井敦史

###### スタッフ（映画第3作）
- 原作：山田悠介
- 監督：安里麻里
- 脚本：安里麻里、瀧田哲郎
- 撮影：富田伸二
- 企画・プロデュース：柴田一成
- プロデューサー：大野貴裕、鶴岡智之

##### リアル鬼ごっこ4
2012年5月19日に公開。DVDは2012年6月6日に発売された。

###### ストーリー（映画第4作）
マサハルはスグルと同じ高校の生徒だったが、リアル鬼ごっこが開始されるといち早く校外へ脱出した。しかし、鬼の追撃は校内以上に厳しく限界がない。
近隣のエリアまで逃げ延びたマサハルは、他校の女子校の生徒、男勝りの気丈なツカサと、彼女を慕うユイの二人に出会う。
気が強いツカサと他人を信じないマサハルは衝突するが、幾たびかともに危機を乗り越え、互いの境遇が似ていることを知ると二人に絆が生まれた。どちらかが鬼に捕まったら、そのときは殺してくれとマサハルとツカサは約束し合うが－。

###### キャスト（映画第4作）
- マサハル：荒井敦史
- ツカサ：相楽樹
- ユイ：未来穂香
- マユリ：前田希美
- ミナ：篠原愛実
- いじめっ子：亀田伶央奈
- タエちゃん：立花あんな
- 王様：山本浩貴
- 草野大地：井上正大
- 浩太：浅利陽介
- マエストロ：史朗

###### スタッフ（映画第4作）
- 原作：山田悠介
- 監督：安里麻里
- 脚本：安里麻里、瀧田哲郎
- 企画・プロデュース：柴田一成

##### リアル鬼ごっこ5
2012年5月26日に公開。DVDは2012年7月4日に発売された。

###### ストーリー（映画第5作）
草野大地は製薬会社に勤めるが、みんなから馬鹿にされるようなドジな社員。恋人がいるOLの月野希に密かにあこがれ、ただ見守っているだけでいいんだと同僚の浩太に語る草野。
しかし草野のオフィスビルがリアル鬼ごっこのエリアになり、B型の希も狩りの対象になってしまう。草野はA型ながら希を守ろうと、自らリアル鬼ごっこに巻き込まれていく。

###### キャスト（映画第5作）
- 草野大地：井上正大
- 月野希：仲間リサ
- 浩太：浅利陽介
- 朔也：河合龍之介
- マエストロ：史朗
- 王様：山本浩貴
- スグル：山﨑賢人
- オンジ：岸田タツヤ
- リノ：山谷花純
- コダマ：森田直幸
- スグルの父親：高川裕也
- マサハル：荒井敦史
- ツカサ：相楽樹
- ユイ：未来穂香
- マユリ：前田希美

###### スタッフ（映画第5作）
- 原作：山田悠介
- 監督：安里麻里

### リアル鬼ごっこ（2015年映画）
同タイトルの映画が、2015年7月11日に公開。トリンドル玲奈、篠田麻里子、真野恵里菜のトリプルヒロインで、園子温が監督と脚本を担当。
園は映画公式サイトに掲載したコメントで原作を読んでいないことを明言しており、「『リアル鬼ごっこ』というタイトルそのものにインスパイアされた」オリジナル脚本作品としている。そのため、原作とは全く違う設定で、出演者が女性のみとなり、「全国のJK（女子高生）」がターゲットである。また今作はルールというものも存在せず、鬼もかまいたちという突風が身体を切り飛ばす怪異、教師がガトリング銃やショットガンなどの銃器類で生徒を殺戮するなど、身の回りのあらゆる事象が殺意を持って鬼ごっこのように女子高生たちを付け狙うという設定である。
公開後に斎藤工が男子高校生役と老爺役で出演していることが発表された。

#### ストーリー（2015年映画）
女子高生のミツコは修学旅行へと向かう観光バスに乗っていたが、正体不明の突風によって突然バスが他の生徒たちもろとも真っ二つになり、血の雨の中で一人生き残る。無我夢中で逃げ、ある女子高にたどり着いたミツコは、気が付くといるはずのないクラスメイトの女子たちと談笑していたが…。一方、同じく女子高生のケイコは見知らぬ女性から「あんた今日結婚式の日でしょ」と言われ、制服からウエディングドレスに着替えさせられ豚の顔をした花婿と結婚させられる。また、同じく女子高生で陸上部のいずみもマラソン中に何者かに追われ、恐怖と対峙することになる。

#### 登場人物・キャスト（2015年映画）
- ミツコ：トリンドル玲奈
- ケイコ：篠田麻里子
- いずみ：真野恵里菜
- アキ：桜井ユキ
- ジュン：高橋メアリージュン
- むつこ：磯山さやか
- その他の女性：平岡亜紀、冨手麻妙、秋月三佳、菊池真琴、安田聖愛、緒沢あかり、サイボーグかおり、堀口ひかる、柴田千紘、横田美紀、佐野光来、吉田芽吹、ほのかりん、星名利華、屋敷紘子、三田真央、澤真希、IZUMI、宮原華音、村上穂乃佳、桃奈、朝比奈加奈、日高七海、岩崎風花、佐々木萌詠、最所美咲、石丸奈菜美、柴田あさみ、坂本亜里紗、麻生真桜、安竜うらら、奥田ワレタ[14]
- 男子高校生／老爺：斎藤工 ※ シークレット出演[13]

#### スタッフ（2015年映画）
- 原作：山田悠介「リアル鬼ごっこ」（幻冬舎文庫・文芸社刊）
- 監督・脚本：園子温
- 企画プロデュース：柴田一成
- プロデューサー：谷島正之、稲垣竜一郎、大野貴裕
- 撮影：伊藤麻樹
- 照明：松隅信一
- 録音：小宮元
- 音響効果：渋谷圭介
- 美術：松塚隆史
- 編集：伊藤潤一
- アクション監督：匠馬敏郎
- アクションコーディネイター：角田明彦
- 特殊造形プロデューサー：西村喜廣
- テーマソング：GLIM SPANKY「リアル鬼ごっこ」[15]
- 音楽：カナイヒロアキ、秋月須清
- 音楽プロデューサー：菊地智敦
- 特別協力：TAKAO
- 企画協力：文芸社
- 配給：松竹、アスミック・エース
- 制作プロダクション：セディック ドゥ
- 製作：「リアル鬼ごっこ」フィルムコミッティ（NBCユニバーサル・エンターテイメントジャパン、高尾、松竹、アスミック・エース）

#### 受賞（2015年映画）
- 第19回ファンタジア国際映画祭（2015年）[16]
  - 最優秀作品賞（シュバル・ノワール賞）
  - 審査員特別賞
  - 最優秀女優賞 - トリンドル玲奈
- スペイン・マラガ・ファンタスティック映画祭（2015年）[17]
  - 最優秀作品賞
  - 特殊効果賞

#### 関連書籍（2015年映画）
小説
- 園子温 原案、碇本学 著『リアル鬼ごっこJK』文芸社、2015年6月。ISBN 978-4-286-16545-5。
- 園子温 原案、碇本学 著『リアル鬼ごっこJK』文芸社〈文芸社文庫 い6-1〉、2017年2月。ISBN 978-4-286-18377-0。

漫画
- 水土よもぎ 画、山田悠介 原作、園子温 脚本『リアル鬼ごっこJK』文芸社〈バーズコミックススペシャル〉、2015年7月。ISBN 978-4-344-83463-7。

## テレビドラマ
2013年4月10日から6月26日まで、首都圏トライアングル加盟局（テレビ埼玉、テレビ神奈川、千葉テレビ放送）で『リアル鬼ごっこ THE ORIGIN』のタイトルで連続ドラマ版が放送された。ほぼオリジナルストーリーであった劇場版と違い、こちらは原作小説をなぞったドラマ化となっている。

### キャスト（テレビドラマ）
複数話登場の場合は括弧（）内に表記

#### 主要人物（テレビドラマ）
- 佐藤翼：本郷奏多（幼少期：笹原尚季）
- 佐藤愛（翼の妹）：清水富美加（幼少期：原涼子）
- 佐藤洋（翼の親友）：横浜流星
- 王様：岡山天音
- じい：藏内秀樹
- 高橋（王宮職員）：塚原大助

#### 翼・愛の家族（テレビドラマ）
- 佐藤輝彦（翼・愛の父親）：内野智
- 佐藤益美（翼・愛の母親）：武藤令子

#### 佐藤（テレビドラマ）
- 佐藤省吾：黒石高大／佐藤レナ：緑川静香（新婚夫婦 / 第1-2話）
- 佐藤恭子：吉田里琴／佐藤智晴：森川涼（親子 / 第2話）
- 佐藤綾乃（アイドル）：佐藤綾乃（第4-5話）
- 佐藤隆幸（翼と洋の中学時代の同級生）：持丸加賀（第5話）
- 佐藤奈央：中別府葵（第5-6話）
- 佐藤A：大迫一平（第7話）
- 佐藤信雄（王宮の刺客・赤鬼）：迫田孝也（第7-8話）

#### その他（テレビドラマ）
序章
- 王様の父：小休暁
- 王様の継母：時田愛梨
- 幼少期の王様：横山幸汰

第1話
- 今井（王宮職員）：犬山ヴィーノ（第2-3話）
- 王宮職員：近藤善揮（第12話）
- 側近1：小野孝弘（第10-12話）
- 側近2：宮澤寿（第10・12話）
- 吉田 大介（大学陸上部員）：橋本淳（第7・9話）
- 沢田監督：浜谷康幸
- 久保田：山崎将平（第7話）
- 陸上部員A：奥野智也／陸上部員B：小川慧（第7話）
- 王宮キャスター：松永麻里（第2・10・12話）
- 王宮アナウンサー：室由美子（第7-9・11話）

第2話
- 衛兵：木林剛
- ショップ店員：土平ドンペイ

第3話
- 岸田純子（愛の友人）：藤井武美
- 水田沙紀（愛の友人）：長尾美希
- 愛の友人：米盛有彩
- 喫茶店店員：吉田ウーロン太
- 岸田茂男（純子の父親）：小浜正寛
- 高嶋昌江（空き巣犯）：椿鮒子

第4話
- 小学生の女の子：山田萌々香
- 川上達郎：西守正樹（第5話）
- サラリーマン：竹中直人

第5話
- 女子高生：栗原シュナ
- 管理人：田辺功

第8話
- 医師：勝矢

第9話
- 西野郁美（佐藤輝彦宅の隣人）：山野海（第11話・第12話）

### スタッフ（テレビドラマ）
- 原作：山田悠介『リアル鬼ごっこ』（幻冬舎文庫 / 文芸社刊）
- 脚本：宮本武史、おかざきさとこ
- 音楽：吉川清之
- 監督：副島宏司
- 撮影：早坂伸
- 主題歌：May'n「Run Real Run」（Flying Dog）
- 脚本協力：クィーンビー
- 助監督：永江二朗
- 特殊造形：マイケル・ティー・ヤマグチ
- 鬼衣装デザイン：伊藤正美
- 鬼衣装イラスト：松田克磨
- 鬼衣装スタイリスト：森山久美、平本紗矢香
- アクションコーディネーター：江澤大樹
- アクションスーパーバイザー：出口正義
- アクション：石山直樹、雲雀大輔、南辻史人、尾崎由記子
- 操演：小林正己、STRONG遠藤
- ランニング指導：近藤裕彰（スポーツヒーローズスキル）
- VFX：酒井基宏
- VFXスーパーバイザー：曽利文彦
- CGデザイン：岩田研一
- 企画プロデュース：柴田一成
- エグゼクティブプロデューサー：山口敏功、遠藤圭介、小森健一郎、熊谷典和
- プロデューサー：大野貴裕、鶴岡智之
- 共同プロデューサー：大枝浩之、柳原祥広
- ラインプロデューサー：川島正規、上野境介
- キャスティングプロデューサー：北田由利子
- 企画協力：ツインピークス
- 特別協力：TAKAO
- 制作：セディックドゥ
- 企画：ジュネオン・ユニバーサル・エンターテイメント
- 製作：ジュネオン・ユニバーサル・エンターテイメント、テレビ埼玉、千葉テレビ、テレビ神奈川
- 著作：「リアル鬼ごっこ THE ORIGIN」製作委員会

### 放送日（テレビドラマ）
| 各話   | 放送日        | 脚本           |
| ------ | ------------- | -------------- |
| 第1話  | 2013年4月10日 | 宮本武史       |
| 第2話  | 4月17日       | 宮本武史       |
| 第3話  | 4月24日       | 宮本武史       |
| 第4話  | 5月01日       | 宮本武史       |
| 第5話  | 5月08日       | 宮本武史       |
| 第6話  | 5月15日       | 宮本武史       |
| 第7話  | 5月22日       | 宮本武史       |
| 第8話  | 5月29日       | おかざきさとこ |
| 第9話  | 6月05日       | おかざきさとこ |
| 第10話 | 6月12日       | おかざきさとこ |
| 第11話 | 6月19日       | おかざきさとこ |
| 第12話 | 6月26日       | 宮本武史       |

### ネット局（テレビドラマ）
| 放送対象地域 | 放送局                 | 系列                                      | 放送時間                     | 放送期間                | 備考       |
| ------------ | ---------------------- | ----------------------------------------- | ---------------------------- | ----------------------- | ---------- |
| 埼玉県       | テレビ埼玉（テレ玉）   | JAITS （首都圏トライアングル） 共同制作局 | 火曜 1:00 - 1:30             | 2013年4月10日 - 6月26日 | 幹事局     |
| 千葉県       | 千葉テレビ（チバテレ） | JAITS （首都圏トライアングル） 共同制作局 | 火曜 1:00 - 1:30             | 2013年4月10日 - 6月26日 | 同時ネット |
| 神奈川県     | テレビ神奈川（tvk）    | JAITS （首都圏トライアングル） 共同制作局 | 火曜 1:00 - 1:30             | 2013年4月10日 - 6月26日 | 同時ネット |
| 宮城県       | 仙台放送（OX）         | フジテレビ系列                            | 日曜 2:20 - 2:50（土曜深夜） | 2013年6月9日 - 9月8日   |            |
| 兵庫県       | サンテレビ（SUN）      | JAITS                                     | 日曜 1:05 - 1:35（土曜深夜） | 2013年7月7日 -          | [ 注 5 ]   |
| 熊本県       | 熊本放送（RKK）        | TBS系列                                   | 火曜 1:33 - 2:03（月曜深夜） | 2013年7月23日 -         |            |

| 配信サイト         | 配信期間         | 配信時間                | 備考 |
| ------------------ | ---------------- | ----------------------- | ---- |
| J:COMオンデマンド  | 木曜 0:00更新    | 2013年4月11日 - 6月27日 |      |
| GYAO!ストア        | 木曜 0:00更新    | 2013年4月11日 - 6月27日 |      |
| ビデオマーケット   | 木曜 0:00更新    | 2013年4月11日 - 6月27日 |      |
| ニコニコチャンネル | 木曜 0:00更新    | 2013年4月11日 - 6月27日 |      |
| ひかりTV           | 木曜 16:00更新   | 2013年4月11日 - 6月27日 |      |
| U-NEXT             | 金曜日 15:00更新 | 2013年4月12日 - 6月28日 |      |
| 楽天ShowTime       | 金曜 16:00更新   | 2013年4月12日 - 6月28日 |      |
| TSUTAYA TV         | 月曜 19:00更新   | 2013年4月15日 - 7月1日  |      |

- 制作局である首都圏トライアングル加盟局での前後番組を記載。

| 首都圏トライアングル加盟局 水曜1:00 - 1:30（火曜深夜）枠                                | 首都圏トライアングル加盟局 水曜1:00 - 1:30（火曜深夜）枠                                             | 首都圏トライアングル加盟局 水曜1:00 - 1:30（火曜深夜）枠 |
| 前番組                                                                                  | 番組名                                                                                               | 次番組                                                   |
| --------------------------------------------------------------------------------------- | --- | -------------------------------------------------------- |
| 業界用語の基礎知識 壇蜜女学園 （2013.1.9 - 3.27） ※5いっしょ3ちゃんねる加盟局同時ネット | リアル鬼ごっこ THE ORIGIN （2013.4.10 - 6.26） ※本番組まで首都圏トライアングル加盟局の同時ネット番組 | 廃止                                                     |
| テレ玉 水曜1:00 - 1:30（火曜深夜）枠                                                    | |                                                          |
| 業界用語の基礎知識 壇蜜女学園 （2013.1.9 - 3.27） ※5いっしょ3ちゃんねる加盟局同時ネット | リアル鬼ごっこ THE ORIGIN （2013.4.10 - 6.26）                                                       | 業界用語の基礎知識 壇蜜女学園（再放送）                  |
| チバテレ 水曜1:00 - 1:30（火曜深夜）枠                                                  | |                                                          |
| 業界用語の基礎知識 壇蜜女学園 （2013.1.9 - 3.27） ※5いっしょ3ちゃんねる加盟局同時ネット | リアル鬼ごっこ THE ORIGIN （2013.4.10 - 6.26）                                                       | 幻影ヲ駆ケル太陽 （2013.7.10 - 10.2）                    |
| テレビ神奈川 水曜1:00 - 1:30（火曜深夜）枠                                              | |                                                          |
| 業界用語の基礎知識 壇蜜女学園 （2013.1.9 - 3.27） ※5いっしょ3ちゃんねる加盟局同時ネット | リアル鬼ごっこ THE ORIGIN （2013.4.10 - 6.26）                                                       | 犬とハサミは使いよう （2013.7.3 - 9.18）                 |

## スピンオフ小説
江坂純の著により、山田悠介の監修で、『小学館ジュニア文庫』（小学館）から刊行された。なお、『小学館ジュニア文庫』では原作も挿絵を入れて2014年に刊行している。セブンルールズのほうは『ちゃお』（小学館）のWeb漫画サイト『ちゃおコミ』にて(漫画：名束くだん、イラスト：さくしゃ2)コミカライズされた（ちゃおホラーコミックス刊、2024年7月25日発売、ISBN 978-4-09-872766-7）。
スピンオフ小説は、いずれも原作のリアル鬼ごっこから20年ぶりに行われるという設定で、佐藤性以外の苗字も参加する。参加者の苗字は全員かぶらないようになっている。

### リアル鬼ごっこ リプレイ
原作発売から20年目の2021年という節目に刊行。著：江坂純、監修：山田悠介。
山田悠介、江坂純『リアル鬼ごっこ リプレイ』さくしゃ2 絵、小学館〈小学館ジュニア文庫 ジや-5-5〉、2021年7月。ISBN 978-4-09-231380-4。 - 挿絵付き

#### ストーリー（スピンオフ小説第1作）
平和なスポーツの祭典として蘇ったはずの「リアル鬼ごっこ」に、日本政府が抽選した100人が参加することになり、桐野蒼太も選ばれたが、始まった鬼ごっこは追いつかれれば即殺されるゲームだった。

#### 登場人物（スピンオフ小説第1作）
桐野 蒼太（きりの そうた）
主人公。パルクールの世界で有名な少年。
杉宮 真理穂（すぎみや まりほ）
アーチェリーで世界1位の美少女。
スウジ
影が薄いが、手先が器用な少年。

### リアル鬼ごっこ セブンルールズ
著：江坂純、監修：山田悠介。
- 山田悠介、江坂純『リアル鬼ごっこ セブンルールズ』さくしゃ2 絵、小学館〈小学館ジュニア文庫 ジや-5-6〉、2022年1月。ISBN 978-4-09-231404-7。 - 挿絵付き

#### ストーリー（スピンオフ小説第2作）
スポーツ大会という名目でリアル鬼ごっこが復活し、国枝蓮にも参加権を与えられたので、逃げ切ると得られる賞金のために参加するが、会場の遊園地ドリームパークを舞台に行われるそれは七人の鬼にタッチされたら死ぬというデスゲームだった。

#### 登場人物（スピンオフ小説第2作）
国枝 蓮（くにえだ れん）
主人公。カラースプレーでストリートアートを描くのが趣味。親は離婚しており、母親との生活から抜け出したくてゲームに参加。
ナナ
クマ耳カチューシャを頭につけている少年。
浅葉 花（あさば はな）
観察力がするどい少女。少し足が悪く走るのが苦手。

### リアル鬼ごっこ リバースウイルス
著：江坂純、監修：山田悠介。
- 山田悠介、江坂純『リアル鬼ごっこ リバースウイルス』さくしゃ2 絵、小学館〈小学館ジュニア文庫 ジや 5-7〉、2022年10月。ISBN 978-4-09-231436-8。 - 挿絵付き

#### ストーリー（スピンオフ小説第3作）
公正なルールで行われる安全なスポーツとして再び開催されることになった「リアル鬼ごっこ」に、冴木玲央は両親を殺したやつらへの復讐を目的に参加するが、脱落者には死が待ち受けていた。

#### 登場人物（スピンオフ小説第3作）
冴木 玲央（さえき れお）
主人公。両親は「リアル鬼ごっこ」再開計画のキーパーソンだったため幼いころ殺されている。リアル鬼ごっこの黒幕が仇と知ってゲームに参加する。
近藤 清人（こんどう きよと）
玲央の従兄弟。相棒として玲央の復讐を手助けしたいと付き添う。

### リアル鬼ごっこ ラブデスゲーム
著：江坂純、監修：山田悠介。
- 山田悠介、江坂純『リアル鬼ごっこ ラブデスゲーム』さくしゃ2 絵、小学館〈小学館ジュニア文庫 ジや 5-8〉、2023年9月。ISBN 978-4-09-231467-2。 - 挿絵付き

#### ストーリー（スピンオフ小説第4作）
リアル鬼ごっこガールズ部門が開催されることになった。鬼の恋人にふさわしいと思う女性が一人だけ選ばれるというルールだったが、脱落者は命を落とすことになるデスゲームだった。

#### 登場人物（スピンオフ小説第4作）
日渡 一葉（ひわたり いちは）
主人公の少女。父は亡くなり、年下の姉弟・姉妹が6人もいる貧困家庭で、進学の学費のために賞金目的で内容も確認せずゲームに応募した。走ることが苦でなく陸上部でいい結果も出している。
八尋（やしろ）
ゲームの鬼の役。モデルで、俳優で、インフルエンサーであり、実家も裕福で、海外の一流大学にも合格している男性。態度は高慢。

### リアル鬼ごっこ ファイナル
著：江坂純、監修：山田悠介。
- 山田悠介、江坂純『リアル鬼ごっこ ファイナル（上）』さくしゃ2 絵、小学館〈小学館ジュニア文庫 ジや 5-9〉、2024年6月。ISBN 978-4-09-231484-9。 - 挿絵付き
- 山田悠介、江坂純『リアル鬼ごっこ ファイナル（下）』さくしゃ2 絵、小学館〈小学館ジュニア文庫 ジや 5-10〉、2024年11月。ISBN 978-4-09-231498-6。 - 挿絵付き

#### ストーリー（スピンオフ小説第5作）
全国で行われた今までの「リアル鬼ごっこ」は予選で、その生存者による、無人の渋谷駅を舞台にしたデスゲーム「リアル鬼ごっこファイナル」が幕を開けた。

#### 登場人物（スピンオフ小説第5作）
国枝 蓮（くにえだ れん）
スピンオフ小説第2作目の主人公。
桐野 蒼太（きりの そうた）
スピンオフ小説第1作目の主人公。
日渡 一葉（ひわたり いちは）
スピンオフ小説第4作目の主人公。
冴木 玲央（さえき れお）
スピンオフ小説第3作目の主人公。
杉宮 真理穂（すぎみや まりほ）
スピンオフ小説第1作目の参加者。
浅葉 花（あさば はな）
スピンオフ小説第2作目の参加者。

## パチンコ
- パチンコCRリアル鬼ごっこ（2015年、高尾）[18]
- Pリアル鬼ごっこ2（2021年、高尾）[19]
- Pリアル鬼ごっこ2 全力疾走チャージ王様Ver.[20]（2022年、高尾）